# Ellen Tomek
Ellen Tomek (* 1. Mai 1984 in Flint, Michigan) ist eine US-amerikanische Ruderin. Sie war Weltmeisterschaftszweite 2017 und Weltmeisterschaftsdritte 2018.

## Sportliche Karriere
Tomek begann 2002 mit dem Rudersport. 2006 belegte sie bei den U23-Weltmeisterschaften den vierten Platz im Zweier ohne Steuerfrau. 2007 belegte sie mit dem amerikanischen Doppelvierer den sechsten Platz bei den Weltmeisterschaften in München. In der Weltcup-Saison 2008 trat sie mit Megan Kalmoe im Doppelzweier an, bei den Olympischen Spielen in Peking erreichten die beiden den fünften Platz. Im Jahr darauf belegten die beiden den sechsten Platz bei den Weltmeisterschaften 2009. 
Erst 2013 trat Tomek wieder international an, im Weltcup startete sie im Achter und im Doppelzweier. Bei den Weltmeisterschaften belegte sie zusammen mit Meghan O’Leary den siebten Platz im Doppelzweier, es folgte der sechste Platz 2014. Der elfte Platz bei den Weltmeisterschaften 2015 bedeutete die Qualifikation für die Olympischen Spiele 2016. Bei der Olympischen Regatta in Rio de Janeiro erreichten Ellen Tomek und Meghan O’Leary das A-Finale und belegten den sechsten Platz. Die beiden starteten auch 2017 gemeinsam und gewannen hinter dem neuseeländischen Doppelzweier die Silbermedaille bei den Weltmeisterschaften vor heimischem Publikum in Sarasota. Im Jahr darauf siegten bei den Weltmeisterschaften in Plowdiw die Litauerinnen vor den Neuseeländerinnen, Tomek und O’Leary erhielten Bronze. Bei den Olympischen Spielen in Tokio traten Tomek und O’Leary zusammen mit Cicely Madden und Alie Rusher im Doppelvierer an, die Crew belegte den zehnten und letzten Platz.